# 伊斯代爾 (堪薩斯州)
伊斯代爾（英語：Easdale）是位於美國堪薩斯州埃利斯縣的一個鬼鎮。

## 歷史
伊斯代爾的郵政局於1878年設立，直到1887年結束營運。